# Nymphon hirsutum
Nymphon hirsutum is een zeespin uit de familie Nymphonidae. De soort behoort tot het geslacht Nymphon. Nymphon hirsutum werd in 1995 voor het eerst wetenschappelijk beschreven door Child (Kind vertaald in het Nederlands). 